# تي. جونز (كاتب)
تي. جونز (بالإنجليزية: T. Llew Jones)‏ (و. 1915 – 2009 م) هو كاتب، وشاعر، وكاتب للأطفال من المملكة المتحدة، وويلز، والمملكة المتحدة لبريطانيا العظمى وأيرلندا، توفي عن عمر يناهز 94 عاماً.

## التعليم
تعلم في Ysgol Dyffryn Teifi ‏
.

## وصلات خارجية
- تي. جونز على موقع IMDb (الإنجليزية)
- تي. جونز على موقع ميوزك برينز (الإنجليزية)
- تي. جونز على موقع قاعدة بيانات الفيلم (الإنجليزية)
- تي. جونز على موقع كينوبويسك (الروسية)

- تي. جونز في قاعدة بيانات الأفلام على الإنترنت